# Segovia, Antioquia
Segovia este un municipiu din departamentul Antioquia, Columbia.